# Tátracsorba
Tátracsorba (szlovákul Tatranská Štrba) közigazgatásilag Csorba község része, az Eperjesi kerület Poprádi járásában.

## Fekvése
Csorbától 4 km-re északra található.

## Története
Kialakulása 1880-ban kezdődött. Eleinte a vonatállomás köré épült – itt található Szlovákia legmagasabban fekvő gyorsvonat-állomása. Kiindulópont a Magas-Tátra nyugati részébe. Innen indul a Csorbatóra vezető Csorbatói Fogaskerekű Vasút 1896 óta.
Területe 1920-ig Liptó vármegye Liptóújvári járásához tartozott.
A múlt század építkezései, fejlesztései összefüggtek az 1970-ben Csorbatón rendezett északi-sívilágbajnoksággal.
Az állandó lakosok száma 1400 körül van.
Itt van a szlovákiai Tátrai Nemzeti Park (TANAP) igazgatósága.

## Lásd még
- Csorba
- Csorbató